# Каратуманов Акім
Акім Г. Каратуманов — український продюсер, режисер, актор. Один з перших кінопромисловців України.
Працював у Харкові. У 1908-1910 роках був керівником кінотеатру «Аполло» Дмитра Харитонова. В 1910 році разом зі своїм братом Христофором відкрив власне кіноательє. Займався прокатом старих фільмів Дмитра Харитонова.

## Фільмографія
- 1910 — «Наталка Полтавка»
- 1910 — «Шемелько-денщик»
- 1911 — «Жидівка-вихрестка»
- 1911 — «Пара гнідих»
- 1911 — «Сватання на вечорницях»
- 1911 — «Три кохання в мішках»
- 1911 — «Чайка»
- 1912 — «Алім — кримський розбійник»
- 1912 — «Навколо зрада»
- 1912 — «Ніч перед Різдвом»
- 1912 — «Шемелько-денщик»